# Польський Тримбеш
По́льський Тримбе́ш (болг. Полски Тръмбеш) — місто в Великотирновській області Болгарії. Адміністративний центр громади Польський Тримбеш.

## Населення
За даними перепису населення 2011 року у місті проживали 4359 осіб.
Національний склад населення міста:
| Національність   | Кількість осіб | Відсоток |
| ---------------- | -------------- | -------- |
| болгари          | 3479           | 90,4%    |
| турки            | 282            | 7,3%     |
| цигани           | 43             | 1,1%     |
| інша             | 28             | 0,7%     |
| не визначились   | 15             | 0,4%     |
| Всього відповіли | 3847           |          |

Розподіл населення за віком у 2011 році:
Динаміка населення: